# Isidoro Clemente Gutiérrez
Isidoro Clemente Gutiérrez OP (chiń. 黎克勉; ur. 4 kwietnia 1853 w Montehermoso, zm. 10 sierpnia 1915 w Xiamenie) – hiszpański duchowny rzymskokatolicki, dominikanin, misjonarz, wikariusz apostolski Amoy.

## Biografia
W 1877 złożył pierwsze śluby zakonne. 15 marca 1882 przyjął święcenia prezbiteriatu i został kapłanem Zakonu Kaznodziejskiego. 
8 sierpnia 1899 papież Leon XIII mianował go wikariuszem apostolskim Amoy oraz biskupem tytularnym augilejskim. 11 marca 1900 przyjął sakrę biskupią z rąk wikariusza apostolskiego Wschodniego Tonkinu José Terrésa OP. Współkonsekratorami byli wikariusz apostolski Środkowego Tonkinu Máximo Fernández OP oraz koadiutor wikariusza apostolskiego Północnego Tonkinu Maximino Velasco OP.
Za jego pontyfikatu, 13 lipca 1913, z wikariatu apostolskiego Amoy odłączono Tajwan. Wikariuszem apostolskim Amoy był do śmierci 10 sierpnia 1915.